# EMSマネージメント
株式会社EMSマネージメントは、2006年に設立されたレーシングチームの管理運営会社。2012年3月1日に株式会社エンジニアリングリソースマネージメント、2013年11月22日にウルトラメモリ株式会社へ商号変更、2013年12月1日に事業内容を変更した。

## 略歴
自動車レース関連事業。代表取締役は張勤尚（元株式会社ラレス代表取締役））,～2010年7月代表取締役石塚義樹）。設立当初の本社は東京都中央区八重洲一丁目6番16号。

日本最高峰のフォーミュラーカーレースである『フォーミュラ・ニッポン』に、活動停止したディレクシブチームの運営を引き継ぐかたちで2006年の第5戦より参入し最終戦まで参戦したが同年限りで以後の活動は無く、EMSマネージメントは2006年に事業を停止した。2012年3月1日に株式会社エンジニアリングリソースマネージメントへ、2013年11月22日にウルトラメモリ株式会社へ商号変更。
- 主要取引先：GP2 Barcelona Competition and Motorsports S.L.(BCN)、フォーミュラ・ニッポン Team Dandelion（有限会社ダンディライアン）、全日本F3選手権 エクシードモータースポーツ（有限会社エクシード）（※2007年1月当時のHPの記載）[1]
- 取引銀行：みずほ銀行（※2007年1月当時のHPの記載）[1]
- 所属選手：吉本大樹、平中克幸、岡田暁、池田大祐（※2007年1月当時のHPの記載）[4]

## 沿革
- 2006年5月1日 - 株式会社EMSマネージメント設立（東京都中央区八重洲一丁目6番16号）代表取締役張勤尚、自動車・バイクレース関連事業
- 2010年
  - 4月15日 - 張勤尚取締役解任、張勤尚代表取締役辞任。石塚義樹代表取締役就任。
  - 7月28日 - 東京都港区麻布永坂町一丁目89番-502号へ本店移転
- 2012年3月1日 - 株式会社エンジニアリングリソースマネージメントへ商号変更　事業内容にコンピューター関連事業をレース事業へ追記
- 2013年
  - 11月22日 - ウルトラメモリ株式会社へ商号変更
  - 11月25日 - ウルトラメモリ株式会社のドメインULTRAMEMORY.CO.JPを取得[5]。
  - 12月1日
    - 事業内容を半導体素子、集積回路等の電子部品関連事業へ変更
    - 石塚義樹代表取締役辞任監査役就任、安達隆郎代表取締役、安藤学氏取締役、斉藤義明取締役就任

  - 12月9日 ‐ 東京都文京区本郷四丁目1番7号に本店移転